# واريمو (نيوساوث ويلز)
واريمو، جنوب ويلز الجديدة
واريمو هي قرية في الجبال الزرقاء جنوب ويلز الجديدة في أستراليا. تقع على بعد 75 كلم غرب سيدني في منطقة الحكومة المحلية لمدينة الجبال الزرقاء. في تعداد عام 2006، بلغ عدد سكانها 2,285 [1 ]
واريمو (الارتفاع: 273 متر) الحدود البلدات / ضواحي بلاكس لاند وجبل ريفر ومرتفعات وادي الشمس.
يخدم القرية مدرسة حكومية صغيرة (مدرسة واريمو العامة) و (ويكليف مدرسة مسيحية) وهي مدرسة خاصة، ومحطة خط سكة حديدية والعديد من المتاجر بما في ذلك مكتب البريد. يوجد بفواريمو القليل من الجرف،]وهي غير مستغلة تماما للسياحة نظرا لحجم الضاحية «المدسوس بعيدا» لطبيعة مسارات الأدغال حيث تم وضع نقاط مراقبة.
واريمو هي كلمة السكان الأصليين وتعني مكان النسر. [2
في عام 1898، تم بناء منصة محطة السكة الحديدية وسمي كارابه في المنطقة لخدمة التطوير العقاري، وتتشاركان الاسم نفسه. الذي أغلق قبل الحرب العالمية الأولى، ولكن في عام 1918 تم بناء محطة جديدة في أسفل خط الجبال الزرقاء، واسمه واريمو. واحترقت هذه المحطة في حرائق الغابات في 1950s ، وكان وسيعاد بناؤها في وقت لاحق. جاء واريمو على الساحة الوطنية خلال حرائق الغابات المدمرة لعيد الميلاد الاسود عام 2001 الذي دمر سبعة منازل في شارع الصليب وأخرى في طريق تريمونت

## النقل
تقع محطة سكة حديد واريمو على قمم الخط الأزرق فهي شبكة القطار الرابط بين المدن وجنوب ويلز الجديدة

## الثقافة
شعار قرية «بلاينكي بيل الإقليم» هو تكريما لمؤلف ورسام دوروثي ستريت، مبتكر شخصية الطفل بلاينكي بيل، الذي عاش في واريمو بين 1934 و 1937